# Do You Really Want to Hurt Me
Pistes de Kissing to Be Clever
White Boys Can’t Control It
Do You Really Want to Hurt Me est un des grands succès du groupe anglais Culture Club et de son chanteur Boy George, paru sur l'album Kissing to Be Clever. Cette chanson sortie le 1er septembre 1982 établit leur notoriété dans le monde.

## Liste des pistes
45 tours
| No | Titre                                                        | Durée |
| -- | ------------------------------------------------------------ | ----- |
| 1. | Do You Really Want to Hurt Me                                | 4:15  |
| 2. | Do You Really Want to Hurt Me (Dub) (featuring Pappa Weasel) | 3:36  |

Maxi 45 tours
| No | Titre                                                        | Durée |
| -- | ------------------------------------------------------------ | ----- |
| 1. | Do You Really Want to Hurt Me                                | 4:15  |
| 2. | Do You Really Want to Hurt Me (Dub) (featuring Pappa Weasel) | 3:36  |
| 3. | Love Is Cold (You Were Never No Good)                        | 4:23  |

## Classements

### Classements hebdomadaires
| Classement (1982–1983)                 | Meilleure position |
| -------------------------------------- | ------------------ |
| Afrique du Sud (Springbok Radio)       | 11                 |
| Allemagne (Media Control AG)           | 1                  |
| Australie (Kent Music Report)          | 1                  |
| Autriche (Ö3 Austria Top 40)           | 1                  |
| Belgique (Flandre Ultratop 50 Singles) | 1                  |
| Belgique (Flandre VRT Top 30)          | 1                  |
| Canada (50 Singles)                    | 1                  |
| Canada (Adult Contemporary)            | 4                  |
| Canada (CHUM)                          | 1                  |
| Espagne (AFYVE)                        | 5                  |
| États-Unis (Adult Contemporary)        | 8                  |
| États-Unis (Billboard Hot 100)         | 2                  |
| États-Unis (Cash Box)                  | 1                  |
| États-Unis (Hot Black Singles)         | 39                 |
| États-Unis (Hot Dance Club Play)       | 34                 |
| États-Unis (Top Tracks)                | 21                 |
| Finlande (Suomen virallinen lista)     | 16                 |
| France (SNEP)                          | 1                  |
| Irlande (IRMA)                         | 1                  |
| Italie (FIMI)                          | 2                  |
| Norvège (VG-lista)                     | 2                  |
| Nouvelle-Zélande (RMNZ)                | 2                  |
| Pays-Bas (Nederlandse Top 40)          | 2                  |
| Pays-Bas (Single Top 100)              | 2                  |
| Pologne (Classements Singles)          | 2                  |
| Royaume-Uni (UK Singles Chart)         | 1                  |
| Suède (Sverigetopplistan)              | 1                  |
| Suisse (Schweizer Hitparade)           | 1                  |

| Classement (2005)                       | Meilleure position |
| --------------------------------------- | ------------------ |
| Belgique (Flandre Ultratip 100)         | 17                 |
| Belgique (Wallonie Ultratip 50)         | 8                  |
| Belgique (Wallonie Ultratop 50 Singles) | 24                 |
| France (SNEP)                           | 16                 |

| Classement (1982)              | Position |
| ------------------------------ | -------- |
| Belgique (Flandre Ultratop 50) | 33       |
| Pays-Bas (Nederlandse Top 40)  | 20       |
| Pays-Bas (Single Top 100)      | 8        |

| Classement (1983)              | Position |
| ------------------------------ | -------- |
| Australie (Kent Music Report)  | 22       |
| Autriche (Ö3 Austria Top 40)   | 3        |
| Canada (Top Singles)           | 2        |
| États-Unis (Billboard Hot 100) | 11       |
| États-Unis (Cash Box)          | 10       |
| Italie (FIMI)                  | 13       |

| Pays              | Certification | Date             | Ventes    |
| ----------------- | ------------- | ---------------- | --------- |
| Allemagne (BVMI)  | Or            | 1983             | 250 000   |
| France (SNEP)     | Or            | 1982             | 1 040 000 |
| Royaume-Uni (BPI) | Or            | 1er octobre 1982 | 400 000   |